# Cantó de Ryes
El cantó de Ryes és un cantó francès del departament de Calvados, situat al districte de Bayeux. Té 25 municipis i el cap es Ryes.

## Municipis
- Arromanches-les-Bains
- Asnelles
- Banville
- Bazenville
- Colombiers-sur-Seulles
- Commes
- Crépon
- Esquay-sur-Seulles
- Graye-sur-Mer
- Longues-sur-Mer
- Magny-en-Bessin
- Le Manoir
- Manvieux
- Meuvaines
- Port-en-Bessin-Huppain
- Ryes
- Saint-Côme-de-Fresné
- Sainte-Croix-sur-Mer
- Sommervieu
- Tierceville
- Tracy-sur-Mer
- Vaux-sur-Aure
- Ver-sur-Mer
- Vienne-en-Bessin
- Villiers-le-Sec

## Història
| Data d'elecció                           | Identitat             | Partit           | Qualitat |
| ---------------------------------------- | --------------------- | ---------------- | -------- |
| 1945-1964                                | Louis André           | CNIP             |          |
| 1964-2001                                | Philippe de Bourgoing | RI, després UDF  |          |
| 2001-                                    | François de Bourgoing | UDF, després UMP |          |
| les dades anteriors no són pas conegudes |                       |                  |          |
|                                          |                       |                  |          |

## Demografia
| A partir de 1990: Població sense dobles comptes |